# Leersum
Leersum – miasto w Holandii, w prowincji Utrecht. W 2016 roku liczyło 7718 mieszkańców. Miasto jest zasiedlone już od XI wieku i znajduje się w nim kilka zamków. Niezależna dotąd gmina Leersum została z dniem 1 stycznia 2006 roku włączona do nowej gminy Utrechtse Heuvelrug razem z Doorn, Maarn, Driebergen-Rijsenburg i Amerongen.